# يوجين أوت (عسكري)
يوجين أوت (بالألمانية: Eugen Ott)‏ هو عسكري ألماني، ولد في 20 مايو 1890 في زينتسيغ في ألمانيا، وتوفي في 11 أغسطس 1966 في شفتلارن في ألمانيا.